# Charles Chubb
Charles Chubb (* 31. Dezember 1851 in Steeple Langford, Wiltshire; † 25. Juni 1924 im St George’s Hospital in London) war ein britischer Ornithologe und Mitarbeiter im Natural History Museum. Chubb verstarb als Folge eines Autounfalls, der sich nach dem Verlassen des Museums am 11. Juni 1924 in der Cromwell Road ereignete.

## Leben und Wirken
Charles Chubb wurde als Sohn des Landvermessers William Chubb und seiner Mutter Thurza Chubb geboren. Er besuchte die National School in Steeple Langford Langford. Am 21. August 1877 wurde er am Natural History Museum als Assistent zweiter Klasse eingestellt und stieg 1908 zum Abteilungsleiter auf. Trotz seiner Pensionierung im Jahr 1920 arbeitete er bis zu seinem tragischen Unfall weiter im Vogelraum des Museums.
Einen großen Teil seiner Museumskarriere verbrachte er bis zu dessen Tod mit Richard Bowdler Sharpe, den er nach dem Umzug der naturhistorischen Sammlung von Bloomsbury nach South Kensington kennen lernte und den er tatkräftig in seinem Wirken unterstützte. Viel bibliographische Arbeit in Sharpes Catalogue of the Birds in the British Museum wurde von Chubb vorbereitet.
Nach dem Tod seines Mentors im Jahr 1909 nahm sich Chubb die Aufgabe vor, sich mit südamerikanischen Vogelarten zu beschäftigen. Dieses Forschungsgebiet fesselte ihn den Rest seines Lebens. Sein erster selbständiger Artikel handelte über die Vögel Paraguays, die William T. Foster (1867–1915) für das Museum gesammelt hatte. Bald darauf lernte er Wyndham Wentworth Knatchbull-Hugessen, 3. Baron Brabourne (1885–1915) kennen, mit dem er ein längeres generelles Werk über die Vogelwelt Südamerikas plante. Der erste Band, der 1912 erschien, enthielt eine Liste aller bis dahin bekannten Arten und wurde damals als Standardwerk betrachtet. Als der Baron 1915 in der Schlacht von Neuve-Chapelle verstarb, war es Chubb leider nicht mehr möglich, das Projekt weiter fortzuführen. Als 1916 von Chubb mit Hilfe der Sammlung von Frederick Vavasour McConnell (1868–1914) The birds of British Guiana erschien, würdigte dessen Frau Helen McConnell geb. Mackenzie im Vorwort ihren verstorbenen Mann. Ein zweiter Band von Chubb erschien schließlich im Jahr 1921. Er war bis dahin das vollständigste Werk über die Avifauna Britisch-Guayanas. 1919 begann er in der Fachzeitschrift The Ibis einen längeren Artikel mit dem Titel Notes on Collections of Birds in the British Museum, from Ecuador, Peru, Bolivia, and Argentinia, welcher sich hauptsächlich auf Sammlungen von Perry Oveitt Simons (1869–1901), Walter Goodfellow (1866–1953) und Baron Brabourne stützte und nie vollendet wurde. Dazu publizierte er viele kleinere Artikel in Bulletin of the British Ornithologists' Club und Annals and magazine of natural history. Für seine langen treuen Dienste für das Museum wurde er mit der Imperial Service Medaille ausgezeichnet.
Chubb war zweimal verheiratet. Die erste Ehe schloss er 1881 mit Ada Albion aus Forestgate, mit der er fünf Kinder hatte. 1912 heiratete er Alice Mabel Bake aus Fullam, mit der er zwei weitere Kinder zeugte. Der älteste Sohn Ernest Charles Chubb (1884–1972) schlug eine ähnliche Karriere wie sein Vater ein und wurde Kurator am naturhistorischen Museum in Durban.

## Mitgliedschaften
1910 wurde Chubb Mitglied der British Ornithologists’ Union. Außerdem war er Fellow der Zoological Society of London. Seit 1911 war er korrespondierendes Mitglied der American Ornithologists’ Union.

## Dedikationsnamen
Gregory Macalister Mathews ehrte ihn in 1913 in der Gattung Chubbia, die heute als Synonym zu Gallinago Brisson, 1760 betrachtet wird. Sharpe benannte 1892 den Farncistensänger (Cisticola chubbi) nach ihm. Auch wenn es keine explizite Widmung gab, nannte ihn Philip Lutley Sclater einen treuen Assistenten von Sharpe. Auch die Rotrückenklarino-Unterart (Cichlopsis leucogenys chubbi Chapman, 1924) wurde zu seinen Ehren benannt.
Bei Oceanites nereis chubbi Mathews, 1912 handelt es sich um ein Synonym für die Graurücken-Sturmschwalbe (Garrodia nereis (Gould, 1841)). Lamprocolius chubbi Alexander, 1903 ist ein Synonym für die Prachtglanzstar-Unterart (Lamprotornis splendidus lessoni (Pucheran, 1858)), Tyrannus chubbii Davis, 1979 für den Trauertyrann (Tyrannus melancholicus Vieillot, 1819).
Nicht ihm gewidmet sind die Rotohrsylvietta-Unterart (Sylvietta ruficapilla chubbi (Ogilvie-Grant, 1910)) und die Tropfengrünastrild-Unterart (Mandingoa nitidula chubbi (Ogilvie-Grant, 1912)), die zu Ehren seines Sohnes Sohn Ernest benannt wurde.

## Erstbeschreibungen und Synonyme von Chubb
Sein Hang zu Fragen der Systematik sieht man an der großen Anzahl der von ihm für die Wissenschaft neu beschriebenen Gattungen, Arten und Unterarten.

### Gattungen
- Crypturellus Brabourne & Chubb, 1914 für das Tataupatinamu und das Kleinschnabeltinamu
- Frederickena Chubb, C, 1918 für den Schwarzkehl-Ameisenwürger (Frederickena viridis (Vieillot , 1816))
- Mackenziaena Chubb, C, 1918 für den Langschwanz-Ameisenwürger (Mackenziaena leachii (Such, 1825))
- Pseudoconopophaga Chubb, C, 1918 ein Name der heute als Synonym für Conopophaga Vieillot, 1816 betrachtet wird.

### Arten
Zu den Arten gehören chronologisch u. a.:
- Charltonbuschwachtel (Arborophila charltonii (Sharpe & Chubb, C, 1906))
- Falklandzaunkönig (Troglodytes cobbi Chubb, C, 1909)
- Grauwangen-Todityrann (Hemitriccus josephinae (Chubb, C, 1914))
- Tepuidrossel (Turdus arthuri (Chubb, C, 1914))
- Punatapaculo (Scytalopus simonsi Chubb, C, 1917)
- Östlicher Dunkeldickichtschlüpfer (Synallaxis macconnelli Chubb, C, 1919)
- Tepuipipratyrann (Mionectes macconnelli (Chubb, C, 1919))
- Tepuipipratyrann (Mionectes roraimae (Chubb, C, 1919))

### Unterarten
Zu den Unterarten gehören chronologisch u. a.:
- Blaukopfpitpit (Dacnis cayana paraguayensis Chubb, C, 1910)
- Olivscheitel-Breitschnabeltyrann (Tolmomyias sulphurescens grisescens (Chubb, C, 1910))
- Rotrückentaube (Patagioenas cayennensis pallidicrissa (Chubb, C, 1910))
- Halbringdrossel (Merula albicollis paraguayensis (Chubb, C, 1910))
- Darwinnandu (Rhea pennata garleppi (Chubb, C, 1913))
- Darwinnandu (Rhea pennata tarapacensis (Chubb, C, 1913))
- Taotinamu (Tinamus tao septentrionalis Brabourne & Chubb, C, 1913)
- Brauntinamu (Crypturellus soui albigularis (Brabourne & Chubb, C, 1914))
- Brauntinamu (Crypturellus soui andrei (Brabourne & Chubb, C, 1914))
- Brauntinamu (Crypturellus soui harterti (Brabourne & Chubb, C, 1914))
- Rotfußtinamu (Crypturellus erythropus spencei (Brabourne & Chubb, C, 1914))
- Feueraugen-Ameisenvogel (Pyriglena maura castanoptera Chubb, C, 1916)
- Rostnacken-Ameisenpitta (Grallaria nuchalis obsoleta Chubb, C, 1916)
- Sprenkelkauz (Strix virgata macconnelli Chubb, C, 1916)
- Andenguan (Penelope montagnii brooki Chubb, C, 1917)
- Goldschnabel-Sumpfhuhn (Mustelirallus erythrops olivascens Chubb, C, 1917)
- Grauralle (Ortygonax rytirhynchos simonsi Chubb, C, 1917)
- Kastanientinamu (Crypturellus obsoletus punensis (Chubb, C, 1917))
- Purpurtaube (Patagioenas subvinacea anolaimae (Chubb, C, 1917))
- Purpurtaube (Patagioenas subvinacea ogilviegranti (Chubb, C, 1917))
- Rostbrust-Mückenfresser (Conopophaga aurita occidentalis Chubb, C, 1917)
- Sichelguan (Chamaepetes goudotii fagani Chubb, C, 1917)
- Weintaube (Patagioenas plumbea wallacei (Chubb, C, 1917))
- Weißbugtäubchen (Metriopelia melanoptera saturatior Chubb, C, 1917)
- Aschgrauer Ameisenfänger (Cercomacra cinerascens immaculata Chubb, C, 1918)
- Dunkelgrauer Ameisenfänger (Cercomacra tyrannina saturatior Chubb, C, 1918)
- Fledermausfalke (Falco rufigularis petoensis Chubb, C, 1918)
- Flussufer-Stachelschwanz (Lochmias nematura castanonotus Chubb, C, 1918)
- Graukappen-Ameisenpitta (Grallaricula nana kukenamensis Chubb, C, 1918)
- Nördlicher Brustbandtyrann (Corythopis torquatus sarayacuensis Chubb, C, 1918)
- Pampaammer (Embernagra platensis gossei Chubb, C, 1918 Chubb, C, 1918)
- Perlaar (Gampsonyx swainsonii leonae Chubb, C, 1918)
- Perlaar (Gampsonyx swainsonii magnus Chubb, C, 1918)
- Rotbauch-Höhenläufer (Attagis gayi simonsi Chubb, C, 1918)
- Strichelkopf-Ameisenpitta (Grallaria andicolus punensis Chubb, C, 1918)
- Tropfenkehl-Ameisenschlüpfer (Epinecrophylla fulviventris salmoni (Chubb, C, 1918))
- Braunkehl-Laubwender (Sclerurus obscurior bahiae Chubb, C, 1919)
- Braunkehl-Laubwender (Sclerurus obscurior macconnelli Chubb, C, 1919)
- Braunkehl-Laubwender (Sclerurus obscurior peruvianus Chubb, C, 1919)
- Grauralle (Pardirallus sanguinolentus tschudii Chubb, C, 1919)
- Marmorwachtel (Odontophorus gujanensis buckleyi Chubb, C, 1919)
- Marmorwachtel (Odontophorus gujanensis simonsi Chubb, C, 1919)
- Ockerbauch-Pipratyrann (Mionectes oleagineus hauxwelli (Chubb, C, 1919))
- Ockerbauch-Pipratyrann (Mionectes oleagineus wallacei (Chubb, C, 1919))
- Olivbrust-Gilbammer (Sicalis olivascens salvini (Chubb, C, 1919))
- Stummelschwanz-Zwergtyrann (Myiornis ecaudatus miserabilis (Chubb, C, 1919))
- Weißbauch-Dickichtschlüpfer (Synallaxis albescens josephinae  Chubb, C, 1919)
- Weißkinn-Baumsteiger (Dendrocincla merula bartletti Chubb, C, 1919)
- Flügelspiegel-Breitschnabeltyrann (Tolmomyias assimilis examinatus (Chubb, C, 1920))
- Waldzaunkönig (Henicorhina leucosticta hauxwelli Chubb, C, 1920)
- Kleine Bartameisenpitta (Grallaria guatimalensis roraimae Chubb, C, 1921)
- Lerchenstärling (Sturnella magna monticola Chubb, C, 1921)
- Lerchenstärling (Sturnella magna praticola Chubb, C, 1921)
- Schieferpfäffchen (Sporophila schistacea longipennis Chubb, C, 1921)
- Schlankschnabelcatamenie (Catamenia homochroa duncani (Chubb, C, 1921))
- Südzinnobertangare (Piranga flava macconnelli Chubb, C, 1921)
- Paramopieper (Anthus bogotensis shiptoni (Chubb, C, 1923))

### Synonyme
In der Literatur finden sich gelegentlich folgende Synonyme von ihm, die früher als eigenständige Unterarten betrachtet wurden:
- Termitenspecht (Pardipicus nivosus nivosus (efulenensis) (Chubb, C, 1908))
- Goldbürzelorganist (Euphonia cyanocephala cyanocephala (intermedia) Chubb, C, 1910)
- Schwarzkehlarassari (Pteroglossus aracari atricollis (roraimae) Brabourne & Chubb, C, 1912)
- Berlepschtinamu (Crypturellus berlepschi (macconnelli) (Brabourne & Chubb, C, 1914))
- Brauntinamu (Crypturellus soui albigularis (hoffmannsi) (Brabourne & Chubb, C, 1914))
- Rotkehltinamu (Crypturellus strigulosus (hellmayri) (Brabourne & Chubb, C, 1914))
- Wellentinamu (Crypturellus undulatus adspersus (confusus) (Brabourne & Chubb, C, 1914))
- Darwinralle (Coturnicops notatus (duncani) (Chubb, C, 1916))
- Cayenneralle (Aramides cajaneus cajaneus (salmoni) Chubb, C, 1918)
- Fledermausfalke (Falco rufigularis rufigularis (pax) Chubb, C, 1918)
- Cayenneralle (Aramides cajaneus cajaneus (grahami) Chubb, C, 1919)
- Schwarzkappentinamu (Crypturellus atrocapillus garleppi (affinis) (Chubb, C, 1919))
- Gelbbauch-Breitschnabeltyrann (Tolmomyias flaviventris aurulentus (collingwoodi) (Chubb, C, 1920))

## Publikationen (Auswahl)
- Dr. R. Bowdler Sharpe, on behalf of Mr. Charles Cubb, exhibited examples of an apparently new species of Woodpecker of the genus Dendromus. In: Bulletin of the British Ornithologists' Club. Band 21, Nr. 143, 1909, S. 92 (biodiversitylibrary.org).
- mit Richard Bowdler Sharpe: Notes on a Collection of Birds from Sanda- kan, N. E. Borneo. In: Ornis. Band 18, 1909, S. 137–161 (zobodat.at [PDF; 1,6 MB]).
- Mr. Charles Cubb communicated through Dr. R. Bowdler Sharpe, the following description of a new species of Wren from the Falkland Ilands, where it had been discovered by Mr. A. F. Cobb. In: Bulletin of the British Ornithologists' Club. Band 25, Nr. 154, 1909, S. 15–16 (biodiversitylibrary.org).
- On the Birds of Paraguay. In: The Ibis (= 9). Band 4, Nr. 13, 1910, S. 53–78 (biodiversitylibrary.org).
- On the Birds of Paraguay - Part II. In: The Ibis (= 9). Band 4, Nr. 14, 1910, S. 263–285 (biodiversitylibrary.org).
- On the Birds of Paraguay - Part III. In: The Ibis (= 9). Band 4, Nr. 15, 1910, S. 517–534 (biodiversitylibrary.org).
- On the Birds of Paraguay - Part IV. In: The Ibis (= 9). Band 4, Nr. 16, 1910, S. 571–647 (biodiversitylibrary.org).
- mit Wyndham Wentworth Knatchbull-Hugessen, 3. Baron Brabourne: The birds of South America. Band 1. R. H. Porter, John Wheldon & Co., Taylor & Francis, London 1912 (biodiversitylibrary.org).
- mit Wyndham Wentworth Knatchbull-Hugessen, 3. Baron Brabourne: A synopsis of the Genus Tinamus. In: The Annals and magazine of natural history; zoology, botany, and geology being a continuation of the Annals combined with Loudon and Charlesworth's Magazine of Natural History (= 8). Band 12, Nr. 72, 1913, S. 577–579 (biodiversitylibrary.org).
- Mr. Charles Chubb exhibited and described examples of two new forms of Rhea from Tarapaca and Bolivia and remarked. In: Bulletin of the British Ornithologists' Club. Band 33, Nr. 193, 1913, S. 79–81 (biodiversitylibrary.org).
- Mr. Charles Chubb exhibited examples of two new species of birds from British Guiana, which he described as follows. In: Bulletin of the British Ornithologists' Club. Band 33, Nr. 198, 1913, S. 131–132 (biodiversitylibrary.org).
- mit Wyndham Wentworth Knatchbull-Hugessen, 3. Baron Brabourne: Key to the species of the genus Crypturus, with descriptions of some new forms. In: The Annals and magazine of natural history; zoology, botany, and geology being a continuation of the Annals combined with Loudon and Charlesworth's Magazine of Natural History (= 8). Band 14, Nr. 82, 1914, S. 319–322 (biodiversitylibrary.org).
- mit Vorwort von Mrs. Helen McConnell geb. Mackenzie: The birds of British Guiana, based on the collection of Frederick Vavasour McConnell, Campfield Place Hatfield Herts. Band 1. Bernhard Quaritch, London 1916 (biodiversitylibrary.org).
- Mr. Charles Chubb described three new species of birds from Ecuador and Peru as follows. In: Bulletin of the British Ornithologists' Club. Band 38, Nr. 227, 1917, S. 4–5 (biodiversitylibrary.org).
- Mr. Charles Chubb described the following three new species of birds from Ecuador and Peru as follows. In: Bulletin of the British Ornithologists' Club. Band 38, Nr. 227, 1918, S. 4–5 (biodiversitylibrary.org).
- Mr. Charles Chubb described the following the following new forms of South-American birds. In: Bulletin of the British Ornithologists' Club. Band 38, Nr. 229, 1918, S. 29–34 (biodiversitylibrary.org – 1917).
- Mr. Charles Chubb communicated the following descriptions of new forms from South America. In: Bulletin of the British Ornithologists' Club. Band 38, Nr. 231, 1918, S. 47–48 (biodiversitylibrary.org).
- Mr. Charles Chubb sent the following descriptions of new forms of South and Central American birds. In: Bulletin of the British Ornithologists' Club. Band 39, Nr. 237, 1918, S. 21–23 (biodiversitylibrary.org).
- Descriptions of new genera and a new subspecies of South American birds. In: The Annals and magazine of natural history; zoology, botany, and geology being a continuation of the Annals combined with Loudon and Charlesworth's Magazine of Natural History (= 9). Band 2, Nr. 7, 1918, S. 122–124 (biodiversitylibrary.org).
- Notes on Collections of Birds in the British Museum, from Ecuador, Peru, Bolivia, and Argentinia. Part I Tinamidae-Rallidae. In: The Ibis (= 11). Band 1, Nr. 1, 1919, S. 1–55 (biodiversitylibrary.org).
- Mr. Charles Chubb sent the following descriptions of South African birds. In: Bulletin of the British Ornithologists' Club. Band 40, Nr. 252, 1920, S. 155–156 (biodiversitylibrary.org).
- The birds of British Guiana, based on the collection of Frederick Vavasour McConnell, Campfield Place Hatfield Herts. Band 2. Bernhard Quaritch, London 1921 (biodiversitylibrary.org).